# Malmberget
Malmberget è un'area urbana della Svezia situata nel comune di Gällivare, contea di Norrbotten.
La popolazione rilevata nel censimento 2010 era di 5 590 abitanti .